# Xenos Verlagsgesellschaft
Xenos Verlagsgesellschaft mbH ist ein deutscher Kinder- und Jugendbuch-Verlag in Hamburg.

## Verlagsgeschichte
Erwin Heimberger gründete 1975 den Xenos Verlag. Anfangs konzentrierte man sich auf Bücher für Großkunden, anschließend entwickelte man sich immer mehr zu einem Verlag für Kinder- und Jugendliteratur mit einem Schwerpunkt auf Produkten für Schule und Kindergarten.
1985 bis Herbst 2006 gehörte der Verlag zum F.A.Z. Buch- und Zeitschriftenverlag, danach wurde er von der Verlagsgruppe Friedrich Oetinger übernommen. Heute verlegt die Xenos Verlagsgesellschaft vor allem Lernhilfen für Vorschul- und Grundschulkinder, Hörbücher, kindgerechte Sachbücher, Mal- und Kinderbücher. Beliebte Figuren sind unter anderem Tiger und Bär von Janosch, Der kleine Eisbär sowie die Maus.
Nach dem Ausscheiden des langjährigen Verlagsleiters Björn Heimberger übernahm ab 2008 eine Dreierspitze die Führung. Alexander Yurik Koepp war kaufmännischer Geschäftsführer, Jürgen Hubounig leitete das Marketing und den Vertrieb und Trudy Stange-Motzkau leitete die Programm-Geschäftsführung.
2011 wurde die Xenos Verlagsgesellschaft an den Carlsen Verlag verkauft und an dessen Imprint Nelson Verlag angegliedert.